# Governatorato di Ekaterinoslav
La Gubernija di Ekaterinoslav (in russo Екатеринославская губерния?) era una Gubernija dell'Impero russo, che occupava grosso modo il territorio dell'attuale Oblast' di Dnipropetrovs'k. Istituita nel 1802, esistette fino al 1925 con capoluogo Ekaterinoslav.